# Philippe Muray
Philippe Muray (Angers, 10 juni 1945 - Villejuif, 2 maart 2006) was een Frans schrijver, filosoof, satiricus en cultuurcriticus.

## Biografische schets
Philippe Muray stamde uit een hoog opgeleide middenklassefamilie. Zijn vader, Jean Muray, was vertaler van Amerikaanse literatuur.
Na zijn studie klassieke filologie in Parijs werkte Muray als schrijver, aanvankelijk als freelancer bij het tijdschrift Détective; daarna als een van de schrijvers van de detectiveserie Brigade Mondaine, onder het collectieve pseudoniem "Michel Brice". Later kon hij deze "broodwinning", waarvoor hij zich schaamde, achter zich laten en zich concentreren op het schrijven van romans en essays. Zijn eerste artikelen verschenen in de tijdschriften Tel Quel en Art Press.

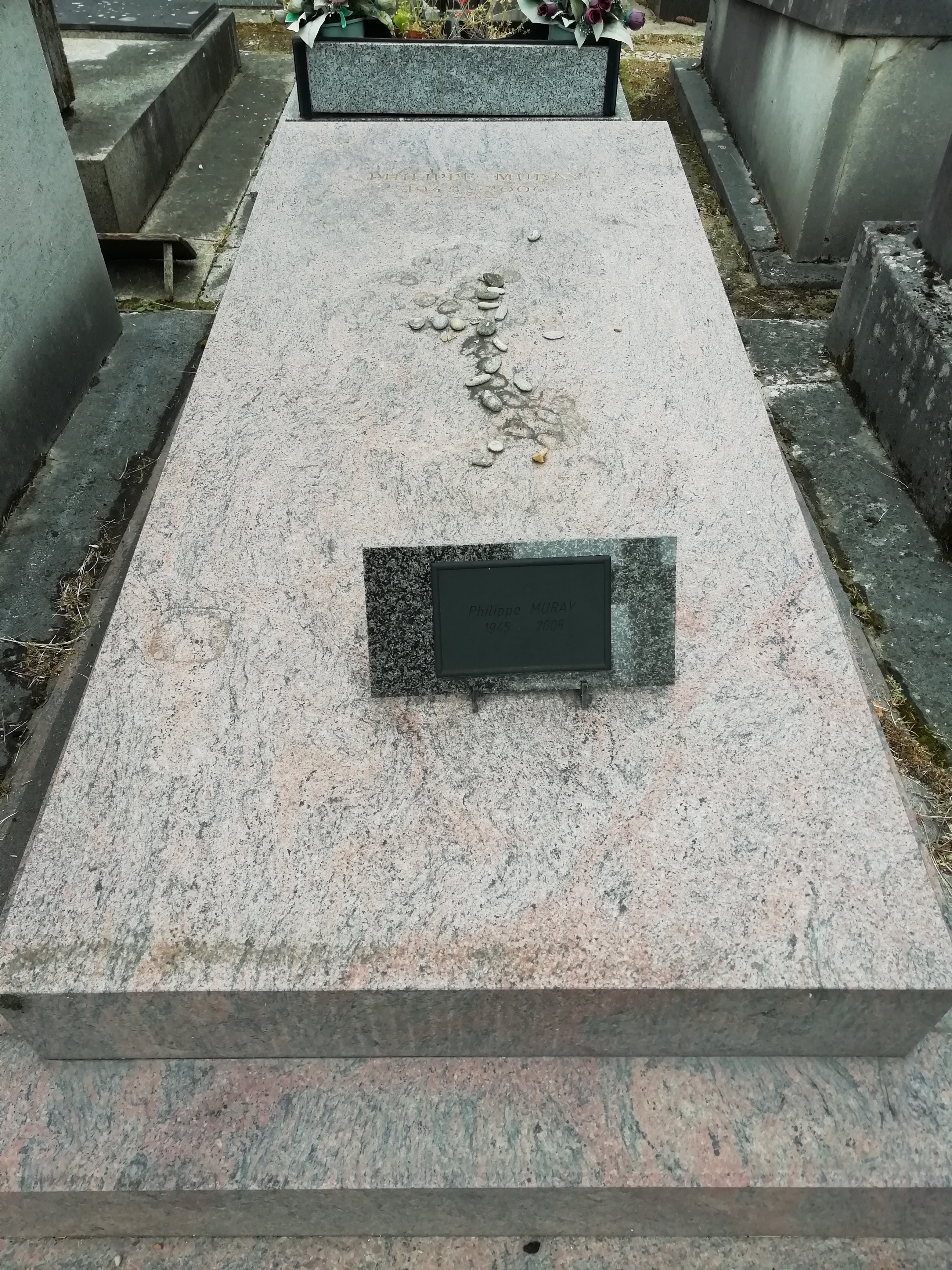
Graf van Muray, Cimetière du Montparnasse

Muray stierf op zestigjarige leeftijd aan longkanker en werd begraven op de begraafplaats van Montparnasse.

## Schrijversloopbaan
Muray werd als cultuurcriticus onder meer bekend door zijn theorie van het "festivisme". Volgens deze theorie heeft de westerse mens zich ontwikkeld tot een homo festivus (een "feestvierende mens"); de "festificatie" van de samenleving is hiervan een symptoom. Centraal in Muray's denken staat de theorie over de opmars in de moderne samenleving van een nieuw soort terreur, de tolerantie die naast zichzelf niets anders tolereert. Met name "weldenkend links" zou zich hieraan schuldig maken. Zo nam hij in 2002 stelling tegen de anti-Le Pen-demonstraties, waarbij hij als voorbeeld nam het bord met opschrift "Nee tegen de slechten", waarmee een klein meisje in een demonstratie zwaaide. Ook sprak hij zich uit tegen de in zijn ogen ongenuanceerde kruistocht tegen pedofilie. Eveneens in 2002 werd hij door de linkse pamflettist Daniel Lindenburg aangeduid als een van de "nieuwe reactionairen", samen met onder anderen Pierre-André Taguieff, Alain Finkielkraut, Maurice Dantec en Michel Houellebecq.
Muray is bekend vanwege de talrijke woordspelingen en neologismen die hij door middel van zijn felle schrijfstijl introduceerde in de Franse taal. Zo sprak hij regelmatig van 'envie du pénal' ("straflust"), een woordspeling op het Franse 'envie du pénis' (penisnijd), waarmee hij duidde op het perverse plezier dat de homo festivus beleeft aan het berispen of het eisen van bestraffing van zijn medemens onder morele voorwendselen (zoals antiracisme, homofobie of seksisme). Een andere typische Muray-term is 'mutins de Panurge' ("Panurge-muiters"), een term die hij ontleende aan Rabelais' Pantagruel (1532), waarmee hij pseudokunstenaars aanduidde die zichzelf omschrijven als 'subversief' en 'vernieuwend', maar in werkelijkheid alle waarden van hun tijd omarmen.
In 2010, vier na zijn dood, verschenen bij Les Belles Lettres zijn verzamelde essays (1812 pagina's). De acteur Fabrice Luchini las bij die gelegenheid geselecteerde pagina's uit Muray's werk voor in het Théâtre de l'Atelier in Parijs. Door dezelfde uitgever worden sinds 2015 zijn dagboeken (journal intime) uitgebracht, waarvan de laatste delen nog niet verschenen zijn.

## Boeken (selectie)
- 1973 ''Chant pluriel (roman), Éditions Gallimard, Parijs
- 1973 Au coeur des hachloums (toneelstuk), Éditions Gallimard, Parijs
- 1976 Jubila (roman), Éditions du Seuil, Parijs, ISBN 978-2-02-004313-7
- 1979 L'Opium des lettres (roman), Christian Bourgois, Parijs, 304 pp., ISBN 2-267-00156-X
- 1981 Céline (over Louis-Ferdinand Céline), Éditions du Seuil / Collection Tel Quel, Parijs, 237 pp.; heruitgaven: Denoël (1984) en Gallimard (2001), ISBN 2-07-041356-X
- 1984 Le 19e siècle à travers les âges, Denoël, Parijs, 686 pp., ISBN 978-2-207-22973-4
- 1988 Postérité (roman), Grasset
- 1991 L'empire du bien (Iconoclastes #7), Les Belles Lettres, Parijs, 215 pp., ISBN 978-2-251-39007-3
- 1997 On ferme (roman), Les Belles Lettres
- 1997 Exorcismes spirituels. I (essays), Les Belles Lettres, Parijs, 431 pp., ISBN 978-2-251-44108-5
- 1998 Exorcismes spirituels II (essays), Les Belles Lettres, Parijs, 475 pp., ISBN 978-2-251-44133-6
- 2002 Chers djihadistes, Fondation du 2 mars: Mille et une nuits, Parijs, 118 pp., ISBN 978-2-84205-649-3
- 2002 Exorcismes spirituels III (essays), Les Belles Lettres, Parijs, ISBN 978-2-251-44209-X
- 2006 Roues carrées, Éditions Fayard / Littérature Française, ISBN 978-2-213-63041-0
- 2010 Essais (verzamelde essays, bevattende: L'Empire du bien, Après l'histoire I & II, Exorcismes spirituels I-IV), Les Belles Lettres, Parijs, 1812 pp., ISBN 978-2-251-44393-2, ISBN 978-2-251-44393-5
- 2015-2024 Ultima Necat I-VI (dagboeken, 1978-1997), Les Belles Lettres

## Over Philippe Muray
- Caron, Maxence (2011): Philippe Muray, la femme et Dieu, Artège
- Caron, Maxence, en Jacques de Guillebon (2011): Philippe Muray, Éditions du Cerf, coll. "Cahiers d'histoire de la philosophie"
- Houellebecq, Michel, 'L'homme de gauche est mal parti', in: Le Figaro, 6 januari 2003; in 2009 en 2020 opgenomen in Interventions I & II; in het Nederlands vertaald door Martin de Haan en in 2004 en 2022 opgenomen in De koude revolutie, De Arbeiderspers, Amsterdam / Antwerpen
- Ricard, François, 'Le magnum opus de Philippe Muray', in: Le Devoir, 12/13 maart 2011, p. F6
- Vitry, Alexandre de (2011): L'invention de Philippe Muray, Carnets Nord

- Bibliothèque nationale de France: cb11917255k (data)
- Catàleg d'autoritats de noms i títols de Catalunya: 981058508364906706
- Gemeinsame Normdatei: 131951548
- International Standard Name Identifier: 0000 0001 2132 4483
- Library of Congress Control Number: n81136780
- Nationale Bibliotheek van Israël: 987007271843505171
- Nederlandse Thesaurus van Auteursnamen: 068782217
- Istituto Centrale per il Catalogo Unico: RAVV074026
- Système universitaire de documentation: 027042987
- Virtual International Authority File: 50373978
- WorldCat: E39PBJgmHBwqMR8FGG9QwWpMfq